# Neufeld (Kalifornia)
Neufeld – obszar niemunicypalny w hrabstwie Kern, w Kalifornii (Stany Zjednoczone), na wysokości 99 m.